# Genoa (Illinois)
Genoa é uma cidade localizada no estado americano de Illinois, no Condado de DeKalb.

## Demografia
Segundo o censo americano de 2000, a sua população era de 4169 habitantes.
Em 2006, foi estimada uma população de 4773, um aumento de 604 (14.5%).

## Geografia
De acordo com o United States Census Bureau tem uma área de
5,0 km², dos quais 5,0 km² cobertos por terra e 0,0 km² cobertos por água. Genoa localiza-se a aproximadamente 268 m acima do nível do mar.

## Localidades na vizinhança
O diagrama seguinte representa as localidades num raio de 20 km ao redor de Genoa.